# Scarlet Feather
Scarlet Feather (in de Nederlandse vertaling: Het hart op de tong) is een roman uit 2000 van de Ierse auteur Maeve Binchy. Het won in 2001 de WH Smith Literary Award voor fictie. Het boek beschrijft het wel en wee van het in Dublin gevestigde cateringbedrijf Scarlet Feather, gedurende een jaar.

## Plot
Cathy Scarlet en Tom Feather kennen elkaar van de hotelschool en richten cateringbedrijf Scarlet Feather op. De twee zijn close maar ze zijn geen stel. Tom is getrouwd met de mooie Marcella die een modellencarrière ambieert, en Cathy is getrouwd met de advocaat Neil Mitchell. De snobistische houding van de familie Mitchell jegens Cathy (wier moeder Lizzy werkster van de familie is geweest) veroorzaakt grote spanning.
De 9-jarige tweeling Simon en Maud zijn kinderen van Neils broer en zijn door hun ouders min of meer aan hun lot overgelaten en bij de Mitchells gedropt. Uiteindelijk komen ze bij Cathy's ouders Lizzy en Muttie terecht, die hen een simpele maar liefdevolle omgeving bieden waarin de kinderen opbloeien. Later keren de kinderen onder begeleidend toezicht van de Sociale Dienst terug bij hun ouders.
Simon en Maud hebben een oudere broer, Walter, die nergens voor wil deugen. Wanneer Scarlet Feather hem sporadisch als hulp in dienst neemt, gooit hij er met de pet naar of wordt hij betrapt op een poging tot diefstal. Wanneer Simon en Maud uit onnozelheid aan Walter de toegangscode van het bedrijfsadres vertellen, breekt Walter prompt in, steelt alles van waarde en vernielt de rest. Bovendien weigert de verzekeraar uit te betalen omdat er geen braakschade is. Hierdoor dreigt een groot verlies voor Scarlet Feather.
Inmiddels staan de relaties van zowel Cathy als Tom onder grote druk. Marcella's ambities komen tussen haar en Tom te staan en ten slotte wijst Tom haar de deur als ze tegen hem gelogen blijkt te hebben over een feest. Cathy raakt zwanger en krijgt een miskraam. Bovendien blijkt Neil niet enthousiast te zijn over een kind. Ook krijgt Neil een baan in het buitenland aangeboden die hij koste wat kost wil aannemen. Wanneer duidelijk is dat hij niet van plan is water bij de wijn te doen en zelfs min of meer van Cathy eist dat ze Scarlet Feather opgeeft en met hem meegaat, gaat Cathy prompt bij hem weg.
De kinderen lopen na een conflict met Walter weg en als ze worden teruggevonden komt ook boven water dat Walter de inbraak bij Scarlet Feather had gepleegd en dat hij de toegangscode via de tweeling had vernomen. Walter zelf is verdwenen: hij zag de bui al hangen en vertrok naar Londen. De verzekeringsmaatschappij is hierop alsnog bereid uit te keren. Hoewel het persoonlijk voor beide vennoten een slecht jaar is geweest, is dit op de valreep nog een opsteker en kan Scarlet Feather vol vertrouwen het nieuwe jaar in.